# 1122
1122 (MCXXII) a fost un an obișnuit al calendarului iulian.

## Evenimente
- 12 martie: Suger, cancelar al regelui Ludovic al VI-lea al Franței, este ales abate de Saint-Denis.
- 14 mai: Afonso I de Portugalia devine cavaler.
- 13 septembrie: Balak, nepotul emirului de Alep, reușește să îl captureze pe Joscellin, contele cruciat de Edessa, pe care îl închide într-o fortăreață, refuzând toate propunerile de răscumpărare; regele Balduin al II-lea al Ierusalimului este nevoit să intervină în Siria de nord.
- 23 septembrie: Concordatul de la Worms: se încheie controversa învestiturii, prin înțelegerea dintre papa Calixt al II-lea și împăratul Henric al V-lea, în favoarea papalității; împăratul renunță la învestitura spirituală și se obligă să respecte alegerea episcopilor și abaților.

### Nedatate
- februarie: Tbilisi este cucerit de regele David IV (Ziditorul) al Georgiei de la musulmani.
- Bătălia de la Beroea. Împăratul Ioan al II-lea al Bizanțului îi zdrobește definitiv pe pecenegi; este restabilită dominația bizantină în Balcani.
- Expediția regelui Ludovic al VI-lea "cel Gros" al Franței împotriva contelui de Auvergne, aflat în conflict cu episcopul de Clermont; trupele regale ocupă Pont-du-Château și asediază Montferrand.
- Împăratul bizantin Ioan al II-lea îl asociază la domnie pe fiul său, Alexios.
- Începe războiul dintre Veneția și Bizanț, izvorât din intenția împăratului Ioan al II-lea Comnen de a refuza reînnoirea privilegiilor negustorilor venețieni; aflată în drum spre Palestina, pentru a-i sprijini pe cruciați, flota dogelui Domenico Michiel atacă fortăreața bizantină din Corfu.
- Orașul Pekin cade în mâinile jurchenilor, fiind preluat de la chinezi.
- Pentru a stopa raidurile normanzilor, flota almoravizilor atacă Sicilia.
- Populația musulmană din Malta se revoltă împotriva normanzilor.

## Arte, Știință, Literatură și Filozofie
- Filosoful francez Pierre Abelard scrie lucrarea "Sic et Non".
- Apariția ogivei gotice în Franța, la biserica din Morienval.

## Înscăunări
- 12 martie: Suger, ca abate de Saint-Denis.
- 3 noiembrie: Balak, emir de Alep.
- Petru Venerabilul, ca abate de Cluny (1122-1157)

## Nașteri
- Alienor de Aquitania, regină consoartă a lui Ludivic al VII-lea și a lui Henric al II-lea al Angliei, regină a Franței și apoi a Angliei (d. 1204).
- Frederic I Barbarossa, împărat romano-german (d. 1190).

## Decese
- 12 septembrie: Al-Hariri din Basra, 68 ascriitor arab (n. 1054)

- 3 noiembrie: Ilghazi, conducător artuqid, emir de Alep (n. ?)

- Ottokar al II-lea de Stiria, marchiz de Stiria (n. ?)